# Stefan Wehmeier
Stefan Wehmeier (* 31. Juli 1970 in Hameln) ist ein deutscher Schachspieler.

## Leben
Stefan Wehmeier ist wissenschaftlicher Angestellter an der Fakultät für Elektrotechnik, Informatik und Mathematik der Universität Paderborn. Er promovierte 2005 bei Karl-Heinz Indlekofer zum Thema Arithmetische Semigruppen.

## Schach
Im Jahre 1997 wurde ihm vom Weltschachverband FIDE der Titel Internationaler Meister verliehen. Im Dezember 2006 gewann er im dritten Anlauf den 3. Schachtürken-Cup im Heinz Nixdorf MuseumsForum in Paderborn. Sein Verein ist der LSV/Turm Lippstadt, mit dem er zwischen Oberliga (3. Liga) und NRW-Klasse (4. Liga) pendelt. Seine Elo-Zahl beträgt 2417 (Stand: Juni 2024), seine bisher höchste war 2459 von Mai 2010 bis April 2011.

## Veröffentlichungen
- Arithmetical semigroups. Verlag Dr. Hut, München 2005, ISBN 3-89963-142-0.